# Lago Palü
Il lago Palü (in lombardo Lach Palü, in romancio Lagh da Palü, in tedesco Palüsee) è un lago alpino nei pressi di Poschiavo, Grigioni, Svizzera. È situato al di sotto del Piz Palü e attinge l'acqua dall'omonimo ghiacciaio.
Nel 1926 venne costruita una diga, consentendo l'utilizzo del lago come bacino artificiale.